# 王轨 (北朝)
王軌（6世纪—579年），小名毗沙门，太原郡祁县（今山西省晋中市祁县）人，北周官员。

## 生平
自称是东汉司徒王允之后。家族为州郡冠族。累仕北魏，赐姓乌丸氏。父王光受宇文泰重用，位至骠骑大将军、开府仪同三司，封平原县公。王轨起家事辅城公。宇文邕即位，授前侍下士。俄转左侍上士，颇被识顾。累迁内史上士、内史下大夫，加授仪同三司。宇文邕親政初年受制於權臣宇文護，終日沈默不語。宇文邕與王軌秘謀誅護。
宇文邕殺宇文護親政，王軌被委以重任。建德初年，转内史中大夫，加授开府仪同三司，又拜上开府仪同大将军，封上黄县公，食邑一千户，军国之政，皆参预焉。建德五年（576年），宇文邕总戎东伐，六军围晋州。刺史崔景嵩守城北面，夜中密遣送款。下诏令王轨率众应之，未明，士皆登城鼓噪。北齐军队骇惧，因即退走。遂克晋州，擒其城主特进、海昌王尉相贵，俘甲士八千人。于是遂从平并、邺。王轨以功进位上大将军，进爵郯国公，食邑三千户。
南陈将吴明彻进攻吕梁，徐州总管梁士彦频与战不利，乃退保州城，不敢复出。吴明彻遂堰清水以灌之，列船舰于城下，以图攻取。宇文邕下诏以王轨为行军总管，率诸军赴救。王轨潜于清水入淮口，多竖大木，以铁锁贯车轮，横截水流，以断其船路。方欲密决其堰以毙之，吴明彻知之，惧，乃破堰遽退，冀乘决水之势，以得入淮。比至清口，川流已阔，水势亦衰，船舰并碍于车轮，不复得过。王轨因率兵围而蹙之。唯有骑将萧摩诃以二千骑先走，得免。吴明彻及将士三万余人，并器械辎重，并就俘获。南陈之锐卒，于是歼焉。宇文邕嘉之，进位柱国，仍拜徐州总管、七州十五镇诸军事。王轨性严重，多谋略，兼有吕梁之捷，威振敌境。南陈甚惮之。
时太子宇文赟率军征吐谷浑，宇文邕令王轨与宇文孝伯并从，军中进取，皆委王轨等，太子仰成而已。时宫尹郑译、王端等并得幸帝。太子在军中，颇有失德，郑译等皆预焉。班师回朝后，王轨等言之于宇文邕。宇文邕大怒，鞭打太子，除郑译等名，仍加捶楚。太子因此大衔之。王轨又曾与小内史贺若弼言及此事，且言皇太子必不克负荷。贺若弼深以为然，劝王轨陈之。王轨后因侍坐，乃谓宇文邕曰：“皇太子仁孝无闻，复多凉德，恐不了陛下家事。愚臣短暗，不足以论是非。陛下恒以贺若弼有文武奇才，识度宏远，而弼比每对臣，深以此事为虑。”宇文邕于召贺若弼问之。贺若弼乃诡对曰：“皇太子养德春宫，未闻有过。未审陛下，何从得闻此言？”既退，王轨诮贺若弼曰：“平生言论，无所不道，今者对扬，何得乃尔翻覆？”贺若弼曰：“此公之过也。皇太子，国之储副，岂易攸言。事有蹉跌，便至灭门之祸。本谓公密陈臧否，何得遂至昌言。”王轨默然久之，乃曰："吾专心国家，遂不存私计。向者对众，良实非宜。”后王轨因内宴上寿，又捋宇文邕须曰：“可爱好老公，但恨后嗣弱耳。”宇文邕深以为然，但因次子汉王宇文赞也不才，此外诸皇子并幼，故不能用其说。王轨建议宇文邕改立第三子秦王宇文贽为太子，也未果。
及太子宇文贇即位，是为周宣帝，追郑译等复为近侍。王轨自知必及于祸，谓所亲曰：“吾昔在先朝，实申社稷至计。今日之事，断可知矣。此州控带淮南，邻接强寇，欲为身计，易同反掌。但忠义之节，不可亏违。况荷先帝厚恩，每思以死自效，岂以获罪于嗣主，便欲背德于先朝。止可于此待死，义不为他计。冀千载之后，知吾此心。”
大象元年（579年），周宣帝令内史杜虔信在徐州杀王轨。御正中大夫颜之仪切谏，周宣帝不纳，遂诛王轨。王轨立朝忠恕，兼有大功，忽以无罪被戮，天下知与不知，无不伤惜。

## 姓氏
山东大学历史系主任王仲荦教授认为，王德和王轨大概本出乌丸氏，所谓太原王氏王允之后，实际是冒认太原郡望，不是真的太原王氏。到西魏复姓乌丸复姓，非赐姓。

## 家庭

### 曾祖
- 王买，北魏使持节、平南将军、并雍二州刺史、广阳公[2]

### 祖父
- 王于，北魏持节、征东将军、零丘郡太守、乾阳侯[2]

### 父母
- 王光，北周使持节、骠骑大将军、开府仪同三司、大都督、侍中、上黄郡开国公[2]
- 叱罗招男，北魏骠骑大将军、济徐二州刺史叱罗退干孙女，北魏骠骑大将军、岐州刺史叱罗鉴第二女，封曲梁郡君[2]

### 兄弟姐妹
- 王毗阇，小名阿师奴[2]
- 王摩耶，嫁拔拔氏[2]
- 王须摩提[2]

## 延伸阅读
[在维基数据编辑]
 《周書/卷40》，出自令狐德棻《周書》